# Lapeirousia
Lapeirousia es un género con 33 especies de plantas herbáceas, perennes, rizomatosas, de hojas lineares perteneciente a la familia de las iridáceas. Es originario de Nigeria a Eritrea y sur de África.

## Especies seleccionadas
- Lapeirousia abyssinica Baker
- Lapeirousia aculeata Sweet
- Lapeirousia anceps Ker Gawl.
- Lapeirousia angolensis (Baker) R.C.Foster[3]

## Galería

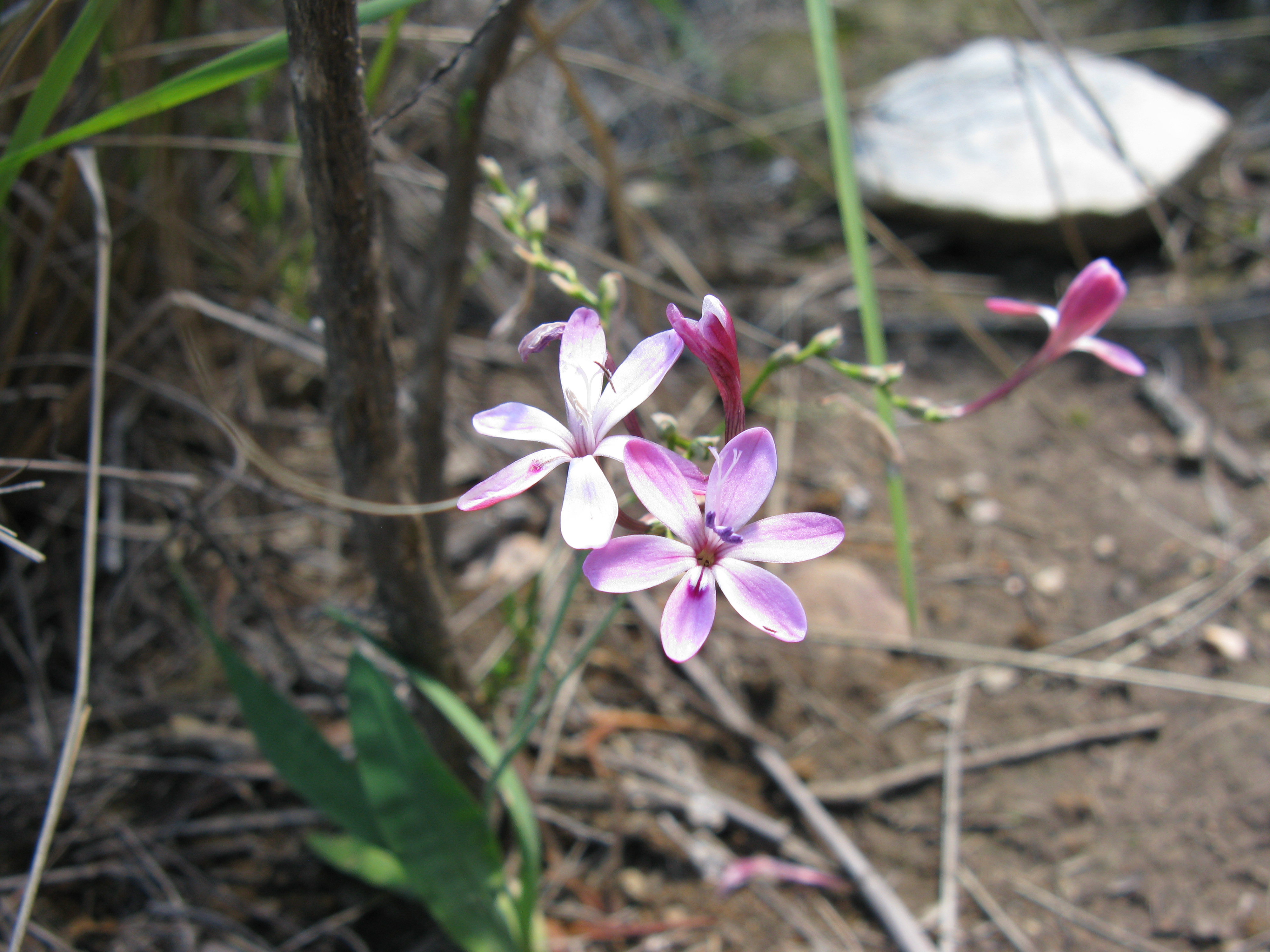